# Las más macabras de las vidas
Las más macabras de las vidas es el quinto álbum de estudio del grupo punk español Eskorbuto, publicado a través de un sello propio, Buto Eskor. 

## Grabación y contenido
El disco constó de tan solo 9 canciones, en contraste a su predecesor, y la mayoría fueron compuestas por Iosu, quien también canta la mayor parte del álbum, ya que Juanma venía de una convalecencia y no pudo participar en la composición como habitualmente lo hacía[cita requerida]. Los temas lapidarios y la muerte están más presentes que nunca en este disco, desde la portada hasta la contraportada, pasando por los textos y las melodías. 
Las más macabras de las vidas se grabó a fines de abril de 1988 y mezclado y masterizado el 1º de mayo de ese mismo año.
Solamente se hicieron 3.000 copias del disco con la compañía Buto Eskor, para posteriormente ser reeditado en CD en años posteriores por otras compañías discográficas como Oihuka y Discos Suicidas, en el caso de Oihuka, una edición simple y luego una edición digipack replicando la edición vinilo.

## Canciones
- Todas las canciones fueron escritas por Eskorbuto (Expósito, Suárez, Galán).

1. "Rock y violencia" - 4:40
2. "Pelos largos, caras enfermas" - 5:52
3. "Iros a la m..." - 2:27
4. "Las más macabras de las vidas" - 3:47
5. "Felices días de tu vida" - 2:51
6. "Sangre" - 4:40
7. "La última pelea" - 2:19
8. "Que corra la sangre" - 4:00
9. "Cántame una canción" - 1:30

## Personal
Eskorbuto
- Iosu Expósito - Guitarras y voces.
- Juanma Suárez - Bajo y voces.
- Pako Galán - Batería.

Invitado
- Aitor Amezaga - Teclados y Sintetizadores.

### Colaboradores
- Mendieta Portugalete - Fotos.
- Alberto Quintana - Diseño y Realización

- Datos: Q5971211